# ۱۱۶۷ (قمری)
۱۱۶۷ (قمری)، هزار و صد و شصت و هفتمین سال در گاهشماری هجری قمری است. اول محرم این سال برابر با بیست و نهم اکتبر سال ۱۷۵۳ میلادی است.

## درگذشتگان
- علیمردان خان چهارلنگ بختیاری، از سرداران بلندپایه نادرشاه و نائب السلطنه ایران در زمان شاه اسماعیل سوم(۱۱۶۷قمری)